# Севастопольский морской завод
ФГУП «Севастопольский морской завод имени Серго Орджоникидзе» — судостроительное предприятие на Корабельной стороне Севастополя. Основано одновременно с городом в 1783 году. Со времени учреждения — основная площадка для строительства и ремонта судов Черноморского флота.

## Исторические названия
- Ахтиарское адмиралтейство
- Лазаревское адмиралтейство
- Судостроительный и судоремонтный завод № 201 имени Серго Орджоникидзе
- ОАО «Севастопольский морской завод имени Орджоникидзе» (СМЗ)
- ОАО «Севморзавод»
- ПАО «Севастопольский морской завод»
- ГУП «Севастопольский морской завод имени Серго Орджоникидзе»
- ФГУП «Севастопольский морской завод имени Серго Орджоникидзе»

## История

### Российская империя
1783 — началом постройки кузницы, площадки для килевания судов положено основание Ахтиарскому Адмиралтейству
1820 — спущен на воду со стапелей бриг «Меркурий», удостоенный кормовым Георгиевским флагом за победу над двумя турецкими линейными кораблями. Построено 50 парусных судов и кораблей.
1854—1855 — мужество и героизм проявили рабочие Лазаревского Адмиралтейства, защищая вместе с матросами и солдатами город от англо-французских захватчиков.
1884 — на стапелях завода заложены броненосцы «Чесма» и «Синоп», положившие начало кораблестроению на Адмиралтействе.
1901 — на Севастопольском Адмиралтействе был заложен крейсер «Очаков».
1905 — окончена достройка броненосца «Потёмкин».

### СССР
1920 — после гражданской войны на заводе только за один год было отремонтировано 80 судов и кораблей.
1923 — за досрочный ремонт крейсера «Коминтерн» коллектив Севморзавода награждён орденом Трудового Красного знамени.
1936 — Севморзаводу присвоено имя Серго Орджоникидзе.
1941—1942 — в тяжёлых условиях военных лет коллектив завода вернул в строй около 600 кораблей и судов Черноморского флота, построил бронепоезд «Железняков» и многое другое.
1941, декабрь — основная часть завода эвакуирована в порты Кавказского побережья, в Севастополе оставлен филиал завода, действовавший до последних дней обороны города. В осаждённом городе судостроители построили плавучую зенитную батарею «Не тронь меня», выполняли аварийный ремонт повреждённых при прорыве в город кораблей Черноморского флота, построили бронепоезд, организовали ремонт танков, изготавливали изготовление миномётов, огнемётов, противотанковых мин, ручных гранат и иного вооружения.
1947 — освоен ремонт судов китобойной флотилии «Слава».
1952 — сдан 50-тонный плавкран, положивший начало отечественному плавкраностроению.

### Украина
1965 — начало серийного производства плавкранов «Черноморец» г/п 100 тонн.
1966 — за заслуги в создании новой техники коллектив завода награждён орденом Ленина.
1971 — начало серийного производства плавкранов «Богатырь» г/п 300 тонн.
1976 — спущен на воду плавкран «Витязь» г/п 1600 тонн.
1983 — за достигнутые успехи в выполнении плановых заданий и в связи с 200-летием со дня основания объединение награждено орденом Октябрьской революции.
За достижение наивысших показателей во Всесоюзном социалистическом соревновании коллективу объединения присуждалось переходящее Красное знамя ЦК КПСС, Совета Министров СССР, ВЦСПС, ЦК ВЛКСМ с занесением на Всесоюзную доску Почёта ВДНХ СССР в 1977, 1978, 1982 гг.
1990-е — приватизация завода. Контрольный пакет акций принадлежал Украинскому инвестиционному фонду (UGF)
1993—1994 — докование американского лайнера «Юнайтед Стейтс»: удаление асбестовых конструкций.
1995 — создано ОАО «Севастопольский морской завод» (укр. ВАТ «Севастопольський морський завод»)
2005 — завод внесён в список предприятий с государственной поддержкой
2012 — на заводе проведён плановый доковый ремонт фрегата Гетман Сагайдычный
2013 — отпраздновано 230-летие со дня основания предприятия

### Под управлением РФ
28 февраля 2015, через год после аннексии Крыма Российской Федерацией — постановлением Правительства Севастополя «Севастопольский морской завод» национализирован в пользу города[5][6][7][8] и зарегистрирован в качестве ГУП «Севастопольский морской завод имени Серго Орджоникидзе», а весь имущественный комплекс предприятия был передан городу Севастополю. В этом же году производственные мощности ГУП «Севастопольский морской завод имени Серго Орджоникидзе» были переданы в аренду АО ЦС «Звездочка» сроком на 49 лет (договор от 12.10.2015 № 41-02/2015).
По состоянию на 21 апреля 2015 завод начал выполнять ремонты кораблей[11]. Тогда же стало известно, что завод будет обслуживать корабли Черноморского флота[12] (за несколько минувших месяцев уже удалось выполнить ремонт ряда судов, обеспечить работы на новейшей подлодке ЧФ «Новороссийск»). Для обслуживания подводных лодок и выполнения всех видов их ремонта, включая аварийный, на заводе организовано специальное проектное техническое бюро Черноморского флота.
В июне 2016 года закончился ремонт (длился восемь месяцев) парусного учебного судна «Херсонес»; другой док покинул средний морской танкер ЧФ «Иман».
В ноябре 2017 года на заводе заложен первый более чем за 10 лет тяжелый плавучий кран «ПК-400» грузоподъемностью 400 тонн. Затем, в ноябре 2018 года заложен тяжёлый плавучий кран «ПК-700» грузоподъёмностью 700 тонн.
31 января 2018 года Председатель Правительства России Дмитрий Медведев подписал распоряжение о переводе завода в федеральную собственность[13].
20 июля 2018 года во исполнение Постановления Правительства Севастополя № 434-ПП от 08.06.2017 г. произошла реорганизация предприятия — завершился процесс присоединения ГУП ЦКБ «Черноморец» к ГУП СМЗ. В штат ГУП СМЗ приняли 41 человека — это конструкторы, инженеры, административный, технический персонал. Этим сотрудникам в полной мере сохранены должности и заработная плата, предоставлены рабочие места. ЦКБ «Черноморец» создано в 1947 году для обслуживания 3 флотов: Черноморского, Балтийского, Северного и является старейшей проектно-конструкторской организацией судостроительно-судоремонтного профиля России. Главное направление деятельности — разработка технической документации на ремонт, сервисное обслуживание, модернизацию и переоборудование кораблей, подводных лодок и судов ВМФ, а также научно-исследовательские и опытно-конструкторские работы по проектированию кораблей и гражданских судов.
10 апреля 2019 года ГУП «Севастопольский морской завод имени Серго Орджоникидзе» перешёл в федеральную собственность с подчинением Министерству промышленности и торговли РФ.
13 сентября 2023 года назначенный Россией губернатор Севастополя Михаил Развожаев заявил, что судостроительный завод, в 2 часа ночи подвергся ракетному удару, что привело к сильному пожару. В Минобороны России заявили, что было выпущено десять крылатых ракет Storm Shadow, в атаке также участвовали три «морских дрона». В ведомстве сообщили: «В результате попадания крылатых ракет противника два корабля, находившиеся в ремонте, получили повреждения». Сообщается, что по меньшей мере 24 человека получили ранения. Серьёзно повреждены десантный корабль «Минск» и подводная лодка Б-237 «Ростов-на-Дону».

## Санкции
29 октября 2017 года завод попал под санкции США из-за связи с российскими военными и спецслужбами.
6 апреля 2021 года завод включен в санкционный список Украины.
В сентября 2022 года, на фоне вторжения России на Украину, завод попал в расширенный список санкций США.

## Производственные мощности
Морской завод располагается на двух производственных площадках, общей площадью 53 гектара

### Южная площадка
- Два сухих дока 173х25,8х9 и 152х25,8х8 метров, сухой док на Сев.стороне длина около 290м
- Достроечные набережные с портальными кранами
- Доковый цех
- Корпусоремонтный цех
- Дизелеремонтный участок
- Трубомедницкий и механомонтажный участки
- Электромонтажный участок
- Центральная заводская лаборатория
- Наклонный стапель
- Горизонтальный стапель
- Эллинг

### Инкерманская площадка
- Корпусосборочный цех
- Набережная
- Паромный причал
- Линия очистки и грунтовки листового и профильного проката
- Группа складов

### Модернизация производственных мощностей
На предприятии реализуется программа технического перевооружения завода стоимостью 2,2 млрд рублей. В частности, уже законтрактованы и идут поставки оборудования более чем на 1 млрд рублей — закуплены станки для механического, трубомедного, корпусосборочного цехов, установлен новый батопорт (плавучий гидротехнический затвор дока), отремонтирован старый, поставлен на завод новый транспортный понтон, восстанавливаются доки, причальные стенки, крановое хозяйство.
Общий объём планируемых инвестиций в модернизацию предприятия — порядка 7 млрд рублей.

## Директора
- с 1941 Михаил Николаевич Сургучёв[2]
- 1960—1972 — Сергей Сергеевич Виноградов
- 1972—1986 — Виктор Иванович Подбельцев
- 1986—2006 — Анатолий Череватый
- ?—2010 — Александр Проказа
- с 2010 — Константин Картошкин
- с 5 марта 2015 года — и. о. Юрий Михайлович Халиуллин[19][20]
- с 31 марта 2015 года — Александр Петрович Юрьев[21]
- с 4 апреля 2016 года — Игорь Александрович Ляшенко
- с 1 апреля 2019 года — Виктор Викторович Трофимов[22]

## Награды
- Орден Трудового Красного Знамени (1923)
- Орден Ленина (1966)
- Орден Октябрьской Революции (1983)